# Имунна система
Имунната система е съвкупност от множество биологични структури и процеси в организма, предпазващи го от болести. За да функционира правилно, имунната система трябва да разпознава широк кръг от агенти, наричани патогени – от вируси до хелминти, и да ги различава от собствената здрава тъкан на организма. При много видове имунната система може да се раздели на обособени подсистеми, например на вродена и придобита или на хуморална и клетъчна. При човека кръвно-мозъчната и други подобни бариери отделят периферната имунна система от невроимунната система, защитаваща главния мозък.
Патогените могат бързо да еволюират и да се адаптират, като по този начин избягват разпознаването и неутрализацията си от имунната система, но от друга страна са се развили и различни защитни механизми за разпознаване и неутрализиране на патогени. Дори простите едноклетъчни организми, като бактериите, имат рудиментарна имунна система под формата на ензими, предпазващи ги от бактериофагни инфекции. Други прости имунни механизми се развиват в ранните еукариоти и продължават да се използват от техни съвременни потомци, като растенията и насекомите. Такива са фагоцитозата, антимикробните пептиди (дефензини) и комплемента. Челюстните, включително хората, имат още по-усложнени защитни механизми, включително способността да се адаптират с времето, за да разпознават по-ефективно определени патогени. Придобитият или адаптивен имунитет създава имунологична памет след първоначална реакция на даден патоген, което води до подобрена реакция при последващ сблъсък със същия патоген. Този процес на придобит имунитет е основа на ваксинацията.
Разстройствата на имунната система могат да доведат до автоимунни заболявания, възпалителни заболявания и рак. Имунодефицитът се появява, когато имунната система е по-слабо активна от нормалното, което води до повтарящи се и животозастрашаващи инфекции. При хората той може да бъде резултат от генетично разстройство, като тежък комбиниран имунодефицит, от придобито състояние, като синдром на придобитата имунна недостатъчност, или от използването на имунопотискащи медикаменти. Обратно, автоимунитетът е резултат от свръхактивна имунна система, нападаща нормалните тъкани, като че ли те са чужди организми. Чести автоимунни болести са автоимунен тиреоидит, ревматоиден артрит, захарен диабет тип 1 и лупус.

## Изследвания на имунната система
Имунологията е науката, която изучава устройството и действието на имунната система. Тя произлиза от медицинската наука и ранните изследвания на причините за имунитета спрямо определени болести. Най-ранното известно споменаване на имунитета е във връзка с Атинската чума от 430 г. пр. Хр. Тукидид отбелязва, че хората, които са прекарали по-рано болестта и са успели да се възстановят, са в състояние да се грижат за болните без да се заразят повторно. През XVIII век Пиер Луи Моро дьо Мопертюи прави опити със скорпионова отрова и наблюдава, че определени кучета и мишки са имунизирани срещу нея.
Тези и други подобни наблюдения на придобития имунитет са използвани по-късно от Луи Пастьор, който разработва ваксинацията и формулира микробната теория за заболяванията. Теорията на Пастьор пряко се противопоставя на тогавашните възгледи за болестите, като теорията за миазмите. Едва доказателствата на Роберт Кох от 1891 г., за които той получава Нобелова награда през 1905 г., убедително налагат възгледа, че микроорганизми са причината за инфекциозните болести. Вирусите са потвърдени като патогени при хората през 1901 г., с откриването на вируса на жълтата треска от Уолтър Рийд.
От края на XIX век насам в имунологията са издигани множество теории. В началото на XX век се противопоставят клетъчната и хуморалната теория. Според клетъчната теория, най-виден привърженик на която е Иля Мечников, клетките (по-конкретно фагоцитите) са отговорни за имунните реакции. Според хуморалната теория, поддържана и от Роберт Кох и Емил фон Беринг активните имунни агенти са разтворими компоненти (молекули), а не клетки. Особено важна е работата на Паул Ерлих, който предлага теорията за страничните вериги като обяснение за особеностите на взаимодействието между антиген и антитяло. Неговият принос за разбирането на хуморалния имунитет получава признание с Нобелова награда през 1908 г., споделена с основоположника на клетъчната имунология Иля Мечников.
В средата на 50-те години на XX век Франк Макфарлейн Бърнет, вдъхновен от една идея на Нилс Ерне, формулира клонално-селективната теория на имунитета. На нейната основа той развива теория за това, как имунната реакция се предизвиква според разпознаването свое/несвое: „своите“ съставки (съставните части на тялото) не предизвикват разрушителна имунна реакция, докато „несвоите“ обекти (патогени) отключват разрушителна реакция. Тази теория впоследствие е модифицирана с отчитане на новите открития в областта на хистосъвместимостта или комплексното „двусигнално“ активиране на T-клетките. Теорията на Бърнет и използването на определенията „свое“/„несвое“ са подлагани на критики, но продължават да се ползват с авторитет.
В последните години в имунологията се разработват няколко теоретични рамки, като идеите за автопоезиса, за „когнитивния имунитет“, „модела на опасността“ и теорията за „прекъснатостта“. Голямо влияние има предложения от Поли Мацингер модел на опасността, който предизвиква множество коментари и дискусии.

## Многослойна защита
Имунната система предпазва организмите от инфекция чрез многослойна защита с нарастваща специфичност. В най-общ вид физическите прегради пречат на патогените, като бактерии и вируси, да проникват в организма. Ако някой патоген премине през тези прегради, вроденият имунитет осъществява незабавна, но неспецифична реакция. Вроден имунитет имат всички растения и животни. Ако патогените успешно избегнат вродената реакция, гръбначните имат втори защитен слой, придобития имунитет, който се активира от вродената реакция. При него имунната система нагажда реакцията си по време на инфекцията, за да подобри разпознаването на патогена. Тази подобрена реакция се запазва и след отстраняването на патогена под формата на имунологична памет, която позволява на имунната система да осъществява по-бърза и по-силна реакция при нова поява на патогена.
Вроденият имунитет действа на принципа, че разпознава образци на молекули, които са общи за широк набор от вредители. Външната проява на този механизъм е това, което лекарите и широката общественост наричат възпаление. „Спусъкът“ на верижната реакция са клетки, налични при всички тъкани: макрофаги, дървовидни клетки, хистиоцити (макрофаги на съединителната тъкан), клетки на Купфер и мастоцити. Вътре в себе си или по своята клетъчна повърхност те разполагат с образец-разпознаващи рецептори, които проявени на клетъчната повърхност, откриват тъй наречените свързани с вредители молекулни образци (англ. pathogen-associated molecular pattern). Впоследствие се предизвиква отделяне на посредници на възпалението (англ. inflammatory mediator), които могат да бъдат ензими, цитокини, хемокини или ейкозаноиди.
Вроденият имунитет задейства придобития такъв чрез процеса на антиген-представяне, при който специфични молекулни фрагменти се проявяват на повърхността на клетката по химически път, което позволява да се извърши разпознаване на представения антиген. В зависимост от молекулния строеж на антигена, имунните клетки взаимодействат по различен начин с него – ако е разпознат враг, се задейства последваща верижна реакция, при която се освобождават други молекули, предназначени на унищожат врага.
| Вроден имунитет                                 | Придобит имунитет                                        |
| ----------------------------------------------- | -------------------------------------------------------- |
| Реакцията е неспецифична                        | Реакция според патогена и антигена                       |
| Инфекцията води до незабавна максимална реакция | Забавяне във времето между инфекция и максимална реакция |
| Клетъчни и хуморални компоненти                 | Клетъчни и хуморални компоненти                          |
| Няма имунологична памет                         | Инфекцията създава имунологична памет                    |
| Среща се при почти всички организми             | Среща се само при челюстните                             |

Както вроденият, така и придобитият имунитет, разчитат на способността на имунната система да различава свои и несвои молекули. В имунологията свои молекули са компонентите на тялото на организма, които имунната система може да разграничи от външни вещества. Обратно, несвои са молекулите, разпознати като чужди. Една от групите несвои молекули са антигените – вещества, които се свързват с определени имунни рецептори, предизвиквайки имунна реакция.

## Устройство на имунната система
Имунната система се състои от милиарди клетки, които са организирани в централни и периферни лимфоидни тъкани и органи.
Основните групи клетки, които изграждат имунната система са макрофагите, B- и T-лимфоцитите, NK-клетките, фоликулно-дендритните клетки и др. Главните групи белтъци са имуноглобулините, системата на комплемента, цитокини, лимфокини и др.

### Централни органи на имунната система
В централните органи на имунната система се осъществява първичната пролиферация и деференциация на стволовите клетки на имунната система. Това са костния мозък, тимуса и фабрициевата торбичка.

#### Костен мозък
Костният мозък (на латински: medulla ossea) бива червен и жълт. Червеният е основен кръвообразуващ имунен орган, който запълва спонгиозната тъкан на плоските и късите кости и епифизите на дългите кости. Най-голямо е количеството му в млада възраст, когато запълва и дифизите на тръбестите кости. Жълтият се среща в дифизите на тръбестите кости при възрастните животни и хора. Той е съставен от дегенерирала ретикуларна тъкан, чиито клетки са вмастени. Между червения и жълтия костен мозък не съществува рязка граница, защото и в червения костен мозък част от клетките са вмастени. Между стромата и съдовете на червения костен мозък се разполагат хемопоезните клетки: стволови и полустволови, както и различни стадии на зреещи еритробласти, миелоцити, гранулоцити, лимфобласти, B-лимфоцити, макрофаги и др. Хемопоезните клетки се струпват на островчета, а сред тях се срещат малки струпвания от костномозъчни лимфоцити, наречени нулеви лимфоцити, както и моноцити.

#### Тимус
Тимусът (на латински: thymus) е централен орган на лимфоцитопоезата и имуногенезата. Той има делчест строеж, а всяко делче притежава кора и сърцевина. Кората е просмукана с T-лимфоцити. В подкапсулната зона на кората на делчетата се разполагат големи лимфоидни клетки (лимфобласти), които под влияние на хормона тимозин се разрастват и делят. Тези T-лимфобласти, предшественици на T-лимфоцити, идват от костния мозък. Получаващите се от T-лимфобластите T-лимфоцити попадат в кръвния ток, без да преминават през сърцевината на делчетата. В сърцевината се разполагат T-лимфоцити от друг тип. Двата типа T-лимфоцити се отличават помежду си по своите рецептори и маркери. Лимфоцитите от кората и сърцевината на тимуса попадат в периферните лимфопоезни органи – лимфните възли и далака, където узряват в 3 подкласа: антиген реактивни килъри, хелпери и супресори. Но в кръвния ток попадат само тези лимфоцити, които са „обучени“ да разпознават „своето“ от „чуждото“. Лимфоцитите, които са придобили рецептори към собствените антигени, по правило загиват в тимуса. Но когато по неизвестни причини тези T-лимфоцити попаднат в кръвта, тогава настъпва автоимунна реакция.
Тимусът играе важна роля в процесите на кръвообразуване, като образува тимус-зависими лимфоцити (T-лимфоцити), също и в селекцията, регулацията, пролиферацията и деференцирането на лимфоцитите в периферните лимфообразуващи органи, което се осъществява от хормона тимозин.
Птиците притежават добре развит тимус само в млада възраст. При настъпване на полова зрялост тимусът на птиците се намалява наполовина. Но за сметка на това те притежават друг подобен орган – т. нар. фабрициева торбичка.

#### Фабрициева торбичка
Фабрициевата торбичка (на латински: bursa fabricii) представлява орган, характерен само за птиците. Той се намира между дорзалната стена на клоаката и гръбначния стълб. В структурно отношение торбичката на Фабриций наподобява тимуса. Тя е кълбовидна торбичка, чиято стена е построена подобно на стената на дебелото черво, при което нейната лигавица образува високи гънки в чиято проприя се разполагат нагъсто B-лимфоцити и B-имунобласти. Проприята на бурзата се разполага подобно на съединителната тъкан, която огражда делчетата на тимуса и определя нейното структурно сходство с тимуса.
Функцията на фабрициевата торбичка е да контролира дейността на хуморалната част на имунната система, проявяваща се в изработването на антитела, докато тимусът контролира лимфоидната система, която осигурява клетъчния имунен отговор.

### Периферни органи на имунната система
В периферните лимфоидни органи и тъкани на имунната система се осъществява съзряване на лимфоцитите и превръщането им в имунокомпетентни клетки. Това са далака, лимфните възли, сливиците, лимфните фоликули и дифузната лимфна тъкан.

#### Далак
Далакът (на латински: splen) e най-сложно устроеният кръвообразуващ орган. Отвън той е покрит с капсула, от която излизат септи (трабекули). Тя е изградена от 2 слоя: външен (съединителнотъканен) и вътрешен (гладкомускулен). Наблюдават се видови особености в разположението на мускулните клетки и капсулата. При преживните те се струпват в снопчета, свързани с еластинови влакна, при месоядните мускулните клетки се преплитат мрежовидно, а при коня те са разположени отвесно една над друга. Пространството между капсулата и трабекулите е изпълнено с ретикуларни клетки и червени кръвни клетки, които заедно с белите кръвни клетки образуват далачната пулпа. Последната бива:
- Бяла далачна пулпа – това е мястото, където се локализират имунокомпетентните клетки. Тя представлява съвкупност от малпигиеви телца – особен вид лимфни фоликули, през вътрешността на които протича една артериола. Фоликулите образуват лимфоцити, с които се обогатява кръвта.
- Червена далачна пулпа – представлява разположените между малпигиевите телца съставки на пулпата на далака: ретикуларни клетки, червени кръвни клетки, венозни синуси, кръвни капиляри, разпадащи се кръвни клетки и кръвни пигменти, които се задържат в цитоплазмата на ретикуларните клетки на червената пулпа – макрофагите.

Преходната област между бялата и червената пулпа се нарича „маргинална зона“ и се състои главно от T- и B-лимфоцити и от единични макрофаги.

#### Лимфни възли
Лимфните възли (на латински: nodus lymphoideus) представляват биологични филтри, разположени на пътя на лимфоносните съдове, които контролират протичащата през тях лимфа. Те са сферични, овални или бъбрековидни органи с размери от 1 до няколко сантиметра. Едната страна на лимфните възли е леко вдлъбната и се нарича врата (на латински: hilus). През нея навлизат артериите и излизат вените и изводните лимфоносни съдове. Донасящите лимфата лимфни съдове (на латински: vasa afferentes) навлизат през обвивката на възлите откъм изпъкналата страна при преживните, месоядните и еднокопитните животни, а при свинята откъм хилуса. Отвън възлите са покрити с капсула, която изпраща във вътрешността им прегради (трабекули или септи). Цялата вътрешност на лимфните възли между капсулата и трабекулите при всички животни е изпълнена с ретикуларна тъкан, между клетките на която се разполагат гъсти маси от лимфоцити, с които образуват оформената лимфо-ретикуларна система на възлите, която под капсулата формира кората на лимфния възел, а във вътрешността – сърцевината. В бримките на ретикуларанта тъкан на възлите се разполагат лимфоцити, лимфобласти, макрофаги и др. Централната част на фоликулите се нарича размножителен център. Дентритните клетки на централните части на фоликулите са особена разновидност на макрофаги, които притежават способност да фиксират с помощта на рецептори имуноглобулини, а чрез тях и антитела, предизвикващи имунния отговор.
Паракортикалната зона на лимфните възли се нарича тимусзависима зона, защото съдържа главно T-лимфоцити. Именно в тази зона настъпват пролиферация и бластна трансформация на T-клетките и превръщането им в T-ефекторни клетки (килъри и др.).
Сърцевината на лимфните възли е изградена от сърцевинни повлекла, състоящи се от ретикуларни клетки, B-лимфоцити, плазмоцити и макрофаги. Тук се осъществява узряването на плазматичните клетки. При преживните, кората на лимфните възли е представена от дифузна лимфоретикуларна система, в която се появяват множества светли центрове. Разположението на кората и сърцевината при лимфните възли на свинята е обратното на разположението им при останалите животни.
Лимфните възли изпълняват следните функции:
- Задържат и фагоцитират към 99 % от всички чужди вещества (белтъци и бактерии), които попадат с лимфата.
- Обогатяват лимфата с лимфоцити, плазмоцити и макрофаги.
- В тях се изработват антитела, от образуващите се тук плазмоцити и с помощта на макрофагите.
- Бактериите, които не са загинали напълно и успяват да попаднат в лимфата, след нейното преминаване през възлите понижават значително своята вирулентност.
- Те служат като депо за задържане на излишната лимфа.

Възлите допринасят и за придвижването на лимфата, което става чрез свиване на гладката мускулатура на капсулата – трабекулите.
Младите животни имат по-добре развити лимфни възли. В напреднала възраст фагоцитната активност на възлите отслабва, а част от тях атрофират и се заместват от мастна тъкан.

#### Сливици
Сливиците (на латински: tonsillae) представлят органи, които са част от лимфоепителния фарингеален пръстен, който огражда входа към дихателния и храносмилателния път. Сливиците се подразделят на сливици с трапчинки и сливици без трапчинки.
- Сливици с трапчинки (на латински: foveolae tonsillares) – представляват овални образования, получени от нагъването на лигавицата в посока към подлежащите тъкани. Трапчинките на сливиците (крипти), които са на брой от 5 до 10 и повече при отделни видове сливици, при различните животни се разклоняват и образуват вторични трапчинки. Епителят на лигавицата на сливицата е многослоен плосък невроговен, който е просмукан от лимфоцити, между които има и гранулоцити, излизащи от съдовете, които кръвоснабдяват сливиците. Лимфоцитите се образуват в лимфните фоликули и се насочват в проприята, където образуват дифузната част на сливиците и в епитела. Микроорганизмите и други чужди вещества, които попадат върху сливиците и техните трапчинки, се фагоцитират от гранулоцитите, които загиват масово. Сливици с трапчинки са небцовите сливици при коня, преживните, свинята и човека, тубарната сливица (на латински: tonsilla tubaria) при свинята и надграклянната сливица (на латински: tonsilla paraepiglotica) при свинята, козата и овцата.
- Сливици без трапчинки – представляват една по-широка и по-дебела гънка на лигавицата. Такива са небцовите сливици при месоядните, фарингеалната тонзила при всички домашни животни и при човека, и тубарната тонзила при приживните.

Сливиците не притежават лимфоносни съдове. Такива съдове се разполагат само около тях, където се образуват лимфоносни мрежи, стоящи във връзка с по-големите съседни съдове.

#### Лимфни фоликули
Лимфните фоликули (на латински: folliculi lymphatici) са малки кълбовидни или яйцевидни струпвания, които имат способност да образуват ломфоцити. Лимфните фоликули се образуват навсякъде, където се среща и дифузната лимфна тъкан, където предпазват от проникването на чужди вредители. Образуваните от лимфните фоликули лимфоцити преминават на повърхността на органите, където отделят ензими и образуват антитела.

#### Дифузна лимфна тъкан
Дифузната лимфна тъкан се среща като безформено струпване в хлабавата влакнеста съединителна тъкан.

## Заболявания на имунната система
Основен клас заболявания на имунната система са автоимунните заболявания, при които клетки на имунната система на човека напада и разрушава собствени тъкани по причини, което не са напълно изяснени за науката.